# شتایربرگ
شتایربرگ (به آلمانی: Steyerberg) یک منطقهٔ مسکونی در آلمان است که در نینبورگ واقع شده‌است. شتایربرگ ۵٬۳۷۰ نفر جمعیت دارد.